# Júlio Ribeiro
Júlio Ribeiro (Sabará, 1845. április 16. – Santos, 1890. november 1.) brazil nyelvész, író és regényíró. 

## Élete
Amerikai apa és brazil anya gyermekeként született. Leghíresebb műve az A Carne című regény. Ő tervezte São Paulo állam zászlaját, a tervet eredetileg Brazília zászlaja helyett szánta. Unokája a krónikás Elsie Lessa, ükunokája az író Ivan Lessa.
A Brazil Szépirodalmi Akadémia 24. székének patrónusa.